# Pomarão
Pomarão es una aldea portuguesa situada en la freguesía de Santana de Cambas, del municipio de Mértola y distrito de Beja.

## Geografía
Limita con España y está situada en la ladera de la margen izquierda del río Guadiana, cerca de la confluencia del río Chanza. 

## Historia
El 26 de febrero de 2009 se abrió junto a esta aldea el Puente Internacional del Bajo Guadiana, sobre el río Chanza, lo que redujo la distancia por carretera a la ciudad española de El Granado de 140 km a solo 12 km. Cerca de la aldea se encuentra el Embalse del Chanza, presa española utiliza para el abastecimiento de agua de la costa de Huelva, la ciudad de Huelva y su zona industrial.